# مطبخ مالديفي

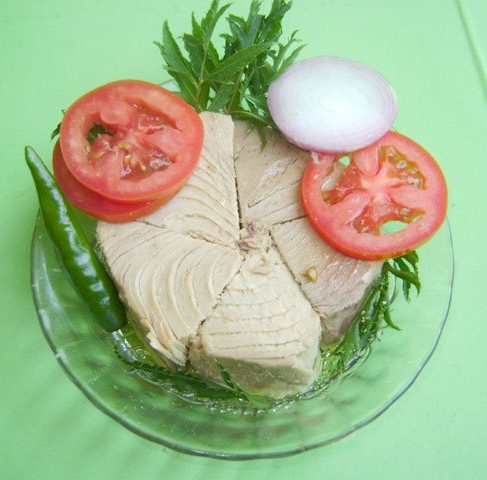
التونة أحد المكونات الأساسية في العديد من الأطباق.

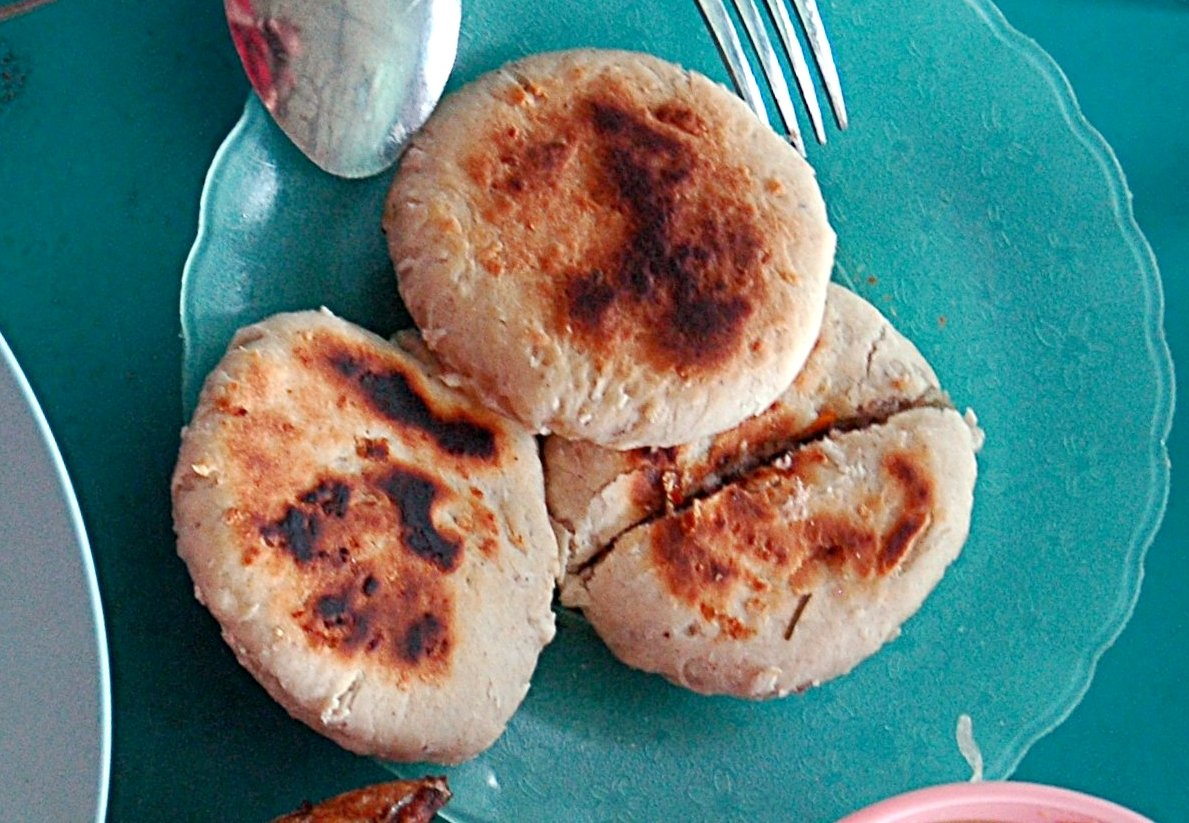
ماسروشي من الوجبات المالديفية اللذيذة

المطبخ المالديفي يُدعى أيضاً مطبخ الديفيهي هو مطبخ أمة المالديف والمينيكوي، الهند. يعتمد المطبخ التقليدي للمالديفيين على ثلاثة اغذية رئيسية ومشتقاتها: جوز الهند والسمك والنشويات.

## طعام الكاري
يتم طهي أهم أنواع الكاري في مطبخ جزر المالديف مع مكعبات التونة الطازجة والمعروفة باسم ماس ريها mas riha. كوكولو ريها (كاري الدجاج) مطبوخا بمزيج مختلف من البهارات.
يشمل الكاري بالخضار في جزر المالديف تلك التي تستخدم الباشي (او الباذنجان)، والتورا ((يسمى بالعربية القرع الإسفنجي  الخيار المصري أو اللوفا الفيتنامي) [الإنجليزية])، والبارابو (اليقطين)، والشيشاندا (البدوال) والمورانجا (البان الزيتي)، بالإضافة إلى الموز الأخضر غير الناضج وأوراق معينة كمكونات رئيسية. عادةً ما تُضاف قطع من السمك لإضفاء نكهة معينة على الكاري النباتي. يؤكل الكاري عادة مع الأرز المطهو على البخار أو مع خبز الروشي.